# Coulinus
Coulinus — род цикадок из отряда Полужесткокрылых. 

## Описание
Цикадки размером 3-5 мм. Крепкие, умеренно коренастые, с широкой, закругленно-тупоугольно выступающей головой. В СССР 2 вида.  
- Coulinus usnus Beirne, 1954